# スターリング・ブラウン
スターリング・ブラウン（Sterling Brown, 1995年2月10日 - ）は、アメリカ合衆国イリノイ州メイウッド出身のプロバスケットボール選手。
ポジションはシューティングガード。

## 経歴

### カレッジ
イリノイ州の地元の高校時代はジャバリ・パーカーのライバルとして知られた。大学進学の際にテネシー大学、マイアミ大学、ゼイビア大学などから誘いを受け、最終的に当時ラリー・ブラウンがHCを務めていたSMUに進学。4年間在学し、2016-17シーズンはAACに2ndチームに選出されるなど、4年間同大学の主力として活躍した。

### ミルウォーキー・バックス(2017-2020)
2017年のNBAドラフトでは、フィラデルフィア・76ersから46位で指名され、7月6日に金銭トレードで交渉権がミルウォーキー・バックスに移動。翌7日にバックスと3年契約を結んだ。
2017年1月26日にウィスコンシン州ミルウォーキー市内で駐車違反を犯し、警察に拘束された。拘束時のボディーカメラによる映像は後日、公開され、スタンガンを突きつけられている画像が公開されている。尚、この一件は後日不問となったものの、ブラウンはウィスコンシン州と同州警察との和解と和解金40万ドルの提示を拒否している。

### ヒューストン・ロケッツ
2020年11月26日にヒューストン・ロケッツと契約した。

### ダラス・マーベリックス
2021年8月10日にダラス・マーベリックスと契約した。

### ラプターズ・905(2022-2023)
2022年6月24日にクリスチャン・ウッドとのトレードで、複数選手と共に古巣のロケッツへ放出された。9月30日には8選手が絡むトレードでオクラホマシティ・サンダーへ放出され、10月2日に解雇された。
その後、12月27日にGリーグのラプターズ・905と契約した。

### ロサンゼルス・レイカーズ(2023)
2023年1月6日にロサンゼルス・レイカーズと10日間契約を結んだ。4試合に出場したが、2度目の10日間契約は提示されなかった。

### ラプターズ・905復帰(2023)
2023年1月16日にGリーグのラプターズ・905に復帰した。

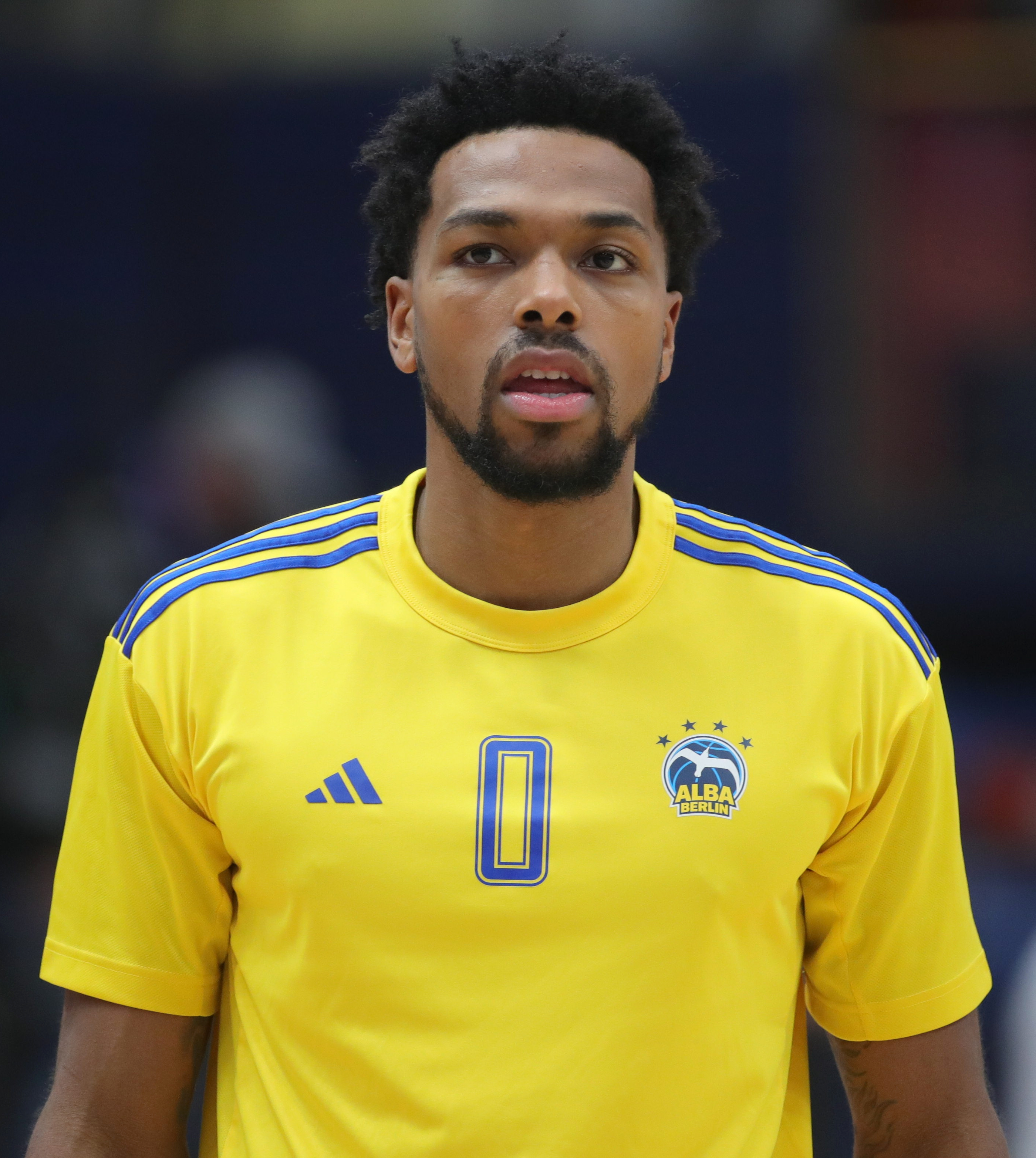
アルバ・ベルリン在籍時(2023年)

### アルバ・ベルリン(2023-2024)
2023年8月15日、ユーロリーグとBBLに所属するアルバ・ベルリンへ2年契約で加入。ユーロリーグでは29試合に出場し、1試合平均24.1分の出場で、11.2得点、3.3リバウンド、2.4アシスト、BBLでは29試合に出場し、13.4得点、3.8リバウンド、2.6アシスト、フリースロー成功率90.5パーセント、2.0ターンオーバー、1.0スティールという成績を残した。

### KKパルチザン(2024-)
2024年8月19日、ユーロリーグとABAリーグに所属するKKパルチザンへの加入が発表された。

## 個人成績

### NBA

#### レギュラーシーズン
| シーズン | チーム | GP  | GS | MPG  | FG%  | 3P%  | FT%  | RPG | APG | SPG | BPG | PPG |
| -------- | ------ | --- | -- | ---- | ---- | ---- | ---- | --- | --- | --- | --- | --- |
| 2017–18  | MIL    | 54  | 4  | 14.4 | .400 | .352 | .875 | 2.6 | .5  | .6  | .2  | 4.0 |
| 2018–19  | MIL    | 58  | 7  | 17.8 | .465 | .361 | .690 | 3.2 | 1.4 | .4  | .1  | 6.4 |
| 2019–20  | MIL    | 52  | 1  | 14.8 | .371 | .324 | .800 | 3.5 | 1.0 | .6  | .1  | 5.1 |
| 2020–21  | HOU    | 51  | 14 | 24.1 | .448 | .423 | .806 | 4.4 | 1.4 | .8  | .2  | 8.2 |
| 通算     | 通算   | 215 | 26 | 17.7 | .426 | .374 | .781 | 3.4 | 1.1 | .6  | .2  | 5.9 |

### プレーオフ
| シーズン | チーム | GP | GS | MPG  | FG%  | 3P%  | FT%  | RPG | APG | SPG | BPG | PPG |
| -------- | ------ | -- | -- | ---- | ---- | ---- | ---- | --- | --- | --- | --- | --- |
| 2018     | MIL    | 3  | 0  | 4.3  | .600 | .333 | –    | .7  | .0  | .3  | .0  | 2.3 |
| 2019     | MIL    | 11 | 5  | 14.7 | .395 | .333 | .727 | 2.7 | 1.7 | .5  | .3  | 4.1 |
| 2020     | MIL    | 1  | 0  | 4.0  | .000 | .000 | –    | 1.0 | .0  | .0  | .0  | .0  |
| 通算     | 通算   | 15 | 5  | 11.9 | .409 | .320 | .727 | 2.2 | 1.3 | .5  | .2  | 3.5 |

### NBA G リーグ

#### レギュラーシーズン
| シーズン | チーム | GP | GS | MPG  | FG%  | 3P%  | FT%  | RPG | APG | SPG | BPG | PPG  |
| -------- | ------ | -- | -- | ---- | ---- | ---- | ---- | --- | --- | --- | --- | ---- |
| 2017–18  | WIS    | 3  | 3  | 32.7 | .421 | .294 | .857 | 6.0 | 2.0 | 2.0 | .3  | 21.7 |
| 通算     | 通算   | 3  | 3  | 32.7 | .421 | .294 | .857 | 6.0 | 2.0 | 2.0 | .3  | 21.7 |

### カレッジ
| シーズン | チーム | GP  | GS  | MPG  | FG%  | 3P%  | FT%  | RPG | APG | SPG | BPG | PPG  |
| -------- | ------ | --- | --- | ---- | ---- | ---- | ---- | --- | --- | --- | --- | ---- |
| 2013–14  | SMU    | 37  | 26  | 19.4 | .469 | .362 | .571 | 3.8 | 1.1 | .7  | .3  | 4.4  |
| 2014–15  | SMU    | 34  | 17  | 23.9 | .525 | .444 | .784 | 4.6 | 2.1 | .9  | .2  | 5.2  |
| 2015–16  | SMU    | 30  | 29  | 27.2 | .602 | .536 | .857 | 4.4 | 2.6 | 1.1 | .4  | 10.1 |
| 2016–17  | SMU    | 35  | 34  | 32.7 | .459 | .449 | .791 | 6.5 | 3.0 | 1.4 | .5  | 13.4 |
| 通算     | 通算   | 136 | 106 | 25.7 | .504 | .451 | .770 | 4.8 | 2.2 | 1.0 | .4  | 8.2  |

## 家族
兄は元NBA選手のシャノン・ブラウンで、シャノンも現役時代にラリー・ブラウンの下でプレーした経験を持つ。